# Chaos (Warhammer)

En variant av symbolen för Chaos.

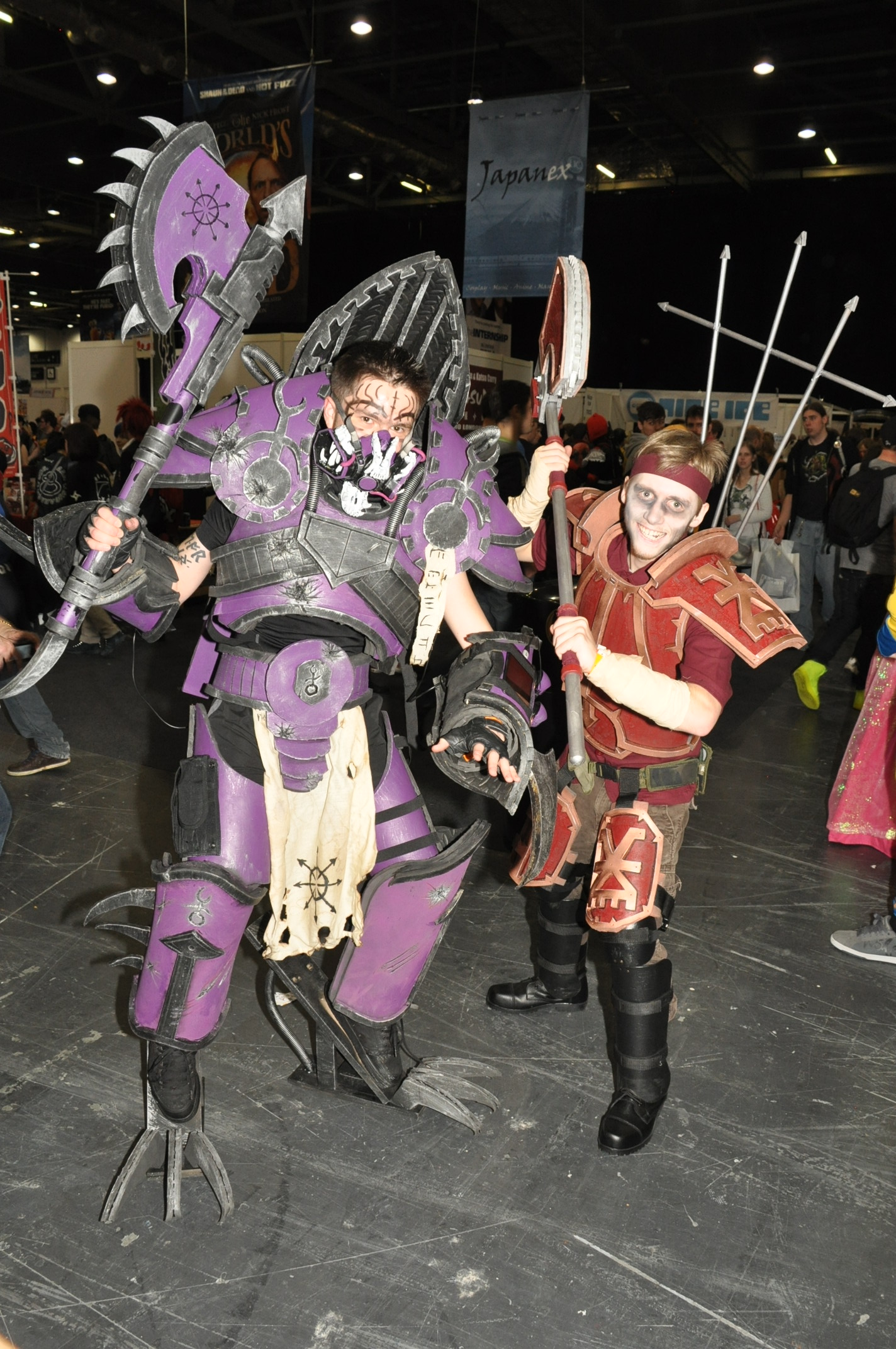
Cosplay, två personer utklädda som Chaos-krigare.

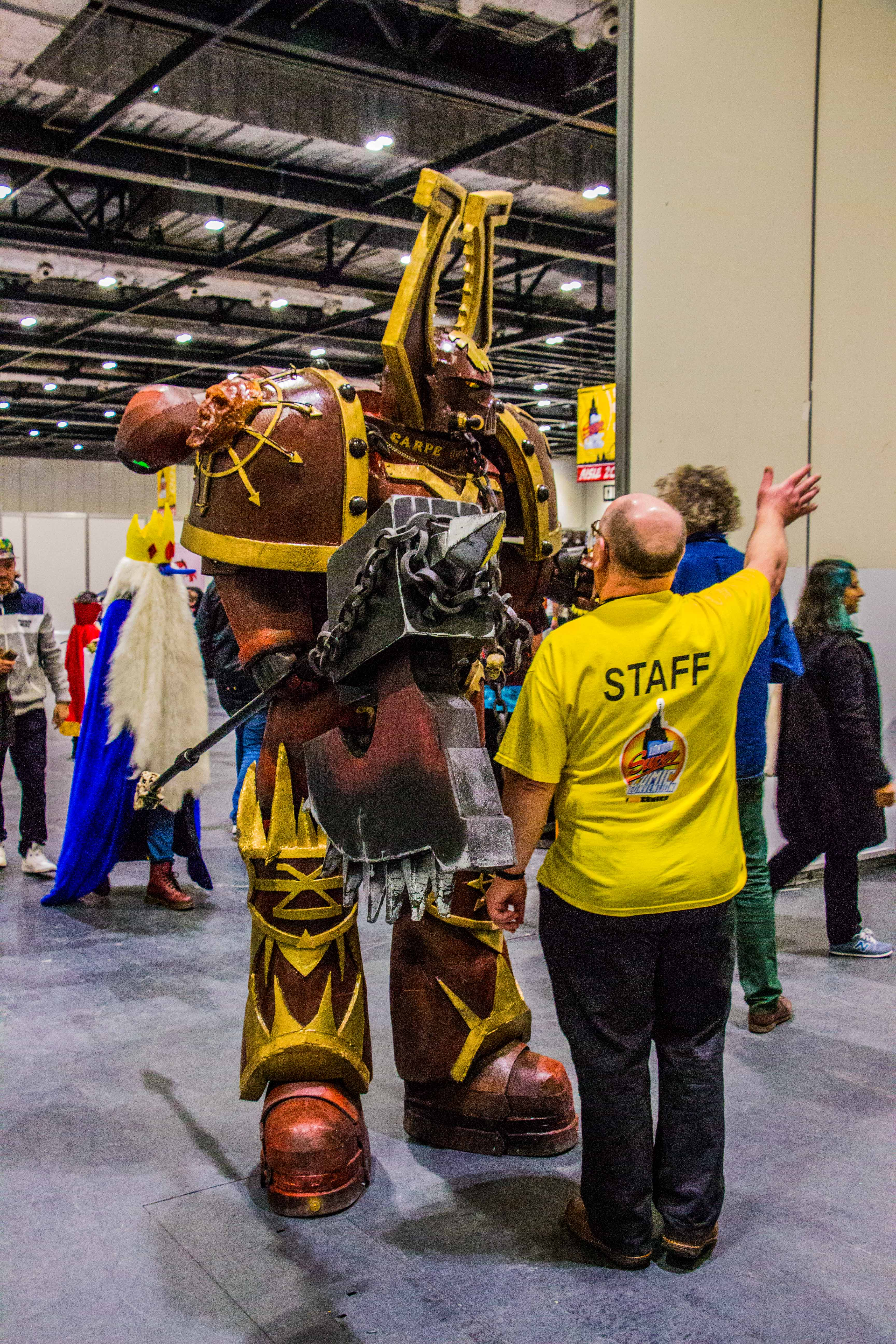
Person utklädd som World Eater, en specifik typ av Chaos-krigare.

Chaos är ett begrepp inom spelvärlden Warhammer. I Warhammer förekommer fyra Chaos-gudar. Chaos står för allt oberäkneligt och kaotiskt. De som tjänar dessa "mörka krafter" blir ofta påverkade till den milda grad att de muterar, vilket räknas som gåvor från den gud personen tillber. Chaos-gudarna är snabba med att ge dessa "gåvor" åt deras tjänare, men de är ännu snabbare med att straffa de som missnöjer dem.

## Slaanesh
Slaanesh är den av gudarna som står för skönhet, förförelse, perfektion och dekadens. Slaanesh arméer består av kvinnoliknande Daemonettes, som bländar fienden med sin skönhet innan de grymt och skoningslöst slaktar dem. Daemonettes kan rida på de lika vackra Steeds of Slaanesh, sjöhästsliknande varelser med extrem snabbhet. Greater Daemon of Slaanesh, eller Keeper of Secrets, är den ultimata Slaanesh-Daemonen. Den är en stor, människo-antilop/kräfta med ett stort svärd. Slaanesh är varken manlig eller kvinnlig, men ses ofta av de dödliga raserna som en maskulin kraft. Ett undantag därifrån är Eldar (från Warhammer 40.000), som för övrigt nästan utplånades av Slaanesh, som kallar Slaanesh för "Hon som törstar" (She who thirsts).

## Khorne
Khorne är den av gudarna som står for krig, blod och strid. Khornes arméer består av så kallade Bloodletter Daemons; fula, röda, blodtörstiga demoner med stora svärd. Greater Daemon of Khorne, även kallad Bloodthirster, är den ultimata Khorne-Daemonen. Den är större, fulare, rödare, blodtörstigare och har större svärd än Bloodletters, och kan dessutom flyga med hjälp av stora fladdermusliknande, röda vingar. Khorne tycker inte om magi, och tycker därför inte heller om Tzeentch, chaos-guden som står for förvrängning, evolution och magi. Hans enda mål är att döda , vilket han gör på ett grymt och oförfinat sätt. Detta gör honom till ärkefiende till chaos-guden Slaaanesh, som står for skönhet och perfektion, som i sin tur tycker att Khorne är osofistikerad, okultiverad, barbarisk och ofin.

## Nurgle
Nurgle är herre över legionen Death Guard och har även en stor demon kallad Great Unclean One. Nurgle är sjukdomarnas gud och hans demonsoldater kallas för "Plaguebearers". De sprider sjukdomar och är ständigt ruttnande och fyllda med likmaskar.

## Tzeentch
Tzeentch är den av gudarna som står för förvrängning, evolution, skapande och magi. Hans arméer består av skräckinjagande Horrors, mystiska daemoner som inte har något speciellt utseende, eftersom Tzeentch kraft förändrar dem hela tiden. Till Tzeentch demoner hör även Flamers of Tzeentch och Screamers of Tzeentch. Flamers är demoner som sprutar eld ur hål lite varstans i kroppen. De är lite svåra att beskriva. Screames ser ut som rockor, men flyger och har en massa horn och taggar. Greater Daemon of Tzeentch, eller Lord of Change är den ultimata inkarnationen av Tzeentch. Det är en stor Demon som ser ut som en jättelik korsning av människa och örn, med en stav i handen. Tzeentch bror och ärkefiende är chaos-guden Nurgle, som står for sjukdomar, lidande och död.